# David Mountbatten
David Mountbatten wł. David Michael Mountbatten (ur. 12 maja 1919 w Edynburgu; zm. 14 kwietnia 1970 w Londynie) – brytyjski arystokrata i wojskowy, w latach 1938–1970 markiz Milford Haven. Jedyny syn George’a Mountbattena, 2. markiza Milford Haven i Nadieżdy de Torby. Był kuzynem i bliskim przyjacielem księcia Filipa, męża królowej Elżbiety II.

## Życiorys

### Dzieciństwo i edukacja
David Mountbatten urodził się w 1919, trzy lata po ślubie rodziców. Jego ojczystymi dziadkami byli: Ludwik Mountbatten, 1. markiz Milford Haven i Wiktoria Heska, wnuczka królowej Wiktorii. Jego dziadkami od strony matki byli natomiast wielki książę Michał Michajłowicz Romanow i Zofia von Merenberg. Był także potomkiem Aleksandra Puszkina i Abrama Hannibala.
Dorastał w rodzinnej rezydencji w Holyport w Berkshire, przyjaźniąc się z Filipem, późniejszym księciem Edynburga. Obaj studiowali w Dartmouth Naval College. W listopadzie 1947 David był świadkiem Filipa na jego ślubie z księżniczką Elżbietą, późniejszą królową Elżbietą II.

### Służba wojskowa i działalność społeczna
W trakcie II wojny światowej David służył w Royal Navy. W 1942 został odznaczony Orderem Imperium Brytyjskiego za poświęcenie niszczyciela „Kandahar” w celu ratowania krążownika „Neptune”. W 1943 otrzymał Krzyż Wybitnej Służby za udział w Operacji Pedestal. Odszedł z Marynarki w 1948. Dołączył do The Castaways’ Club, co pozwoliło mu utrzymać dobry kontakt z wieloma przyjaciółmi z czasów służby wojskowej.

### Małżeństwa
4 lutego 1950 w Waszyngtonie David Mountbatten poślubił Romaine Dahlgren Pierce (1923–1975), córkę Vintona Ulrica Dahlgren Pierce i Margaret Knickerbocker. Małżeństwo to zakończyło się rozwodem w 1954. Nie mieli dzieci.
17 listopada 1960 ożenił się ponownie. Tym razem jego żoną została Janet Mercedes Bryce (ur. 1937), córka majora Francisa Bryce’a i Gladys Mosley. Para doczekała się dwóch synów:
1. George'a (ur. 1961) – kolejnego markiza Milford Haven
2. Lorda Ivara (ur. 1963)

## Śmierć
David Mountbatten, 3. markiz Milford Haven zmarł, 14 kwietnia 1970 w Londynie, w wieku 50 lat. Został pochowany w Kaplicy Battenbergów w St. Mildred's Church w Whippingham, na wyspie Wight.

## Tytuły
- 12 maja 1919 – 11 września 1921: Wicehrabia Alderney
- 11 września 1921 – 8 kwietnia 1938: Hrabia Medyny
- 8 kwietnia 1938 – 14 kwietnia 1970: Czcigodny Markiz Milford Haven